# 맨발의 이사도라
맨발의 이사도라(Isadora, The Loves Of Isadora)는 영국에서 제작된 카렐 라이츠 감독의 1968년 드라마 영화이다. 바네사 레드그레이브 등이 주연으로 출연하였고 레이몬드 하킴 등이 제작에 참여하였다.

## 줄거리
1927년 이사도라 덩컨은 현대 무용의 혁신가이자 자유분방한 보헤미안, 자유연애를 주장하는 대담한 인물로 이미 전설적인 존재가 되어 있었다. 마흔을 넘긴 그녀는 프랑스 리비에라의 한 소박한 호텔에서 동반자 메리 에스텔 뎀프시(영화에서는 메리라는 이름으로만 등장)와 비서 로저와 함께 가난하게 살며 회고록을 구술하고 있다.
캘리포니아에서 어린 시절을 보낸 이사도라는 사회 통념을 거부하는 모습을 처음으로 보여준다. 그녀는 부모의 결혼증명서를 불태우며 예술과 아름다움의 추구에 자신의 삶을 바치겠다고 맹세한다. 1896년 그녀는 시카고의 소란스러운 뮤직홀에서 '페피 도라'라는 이름으로 공연을 하며, 극장 지배인을 당황하게 만들어 가족과 함께 영국으로 떠날 수 있도록 300달러를 받아낸다. 그리스 고전 양식에서 영감을 받은 자유로운 춤과 복식을 선보이며 그녀는 빠르게 국제적인 명성을 얻게 된다.
베를린에서는 젊은 무대 디자이너 고든 크레이그와 만나 첫사랑에 빠진다. 그는 함께 새로운 연극 세계를 만들자고 약속한다. 이미 결혼한 크레이그 사이에서 딸을 낳은 이사도라는 파리로 이주하여 백만장자 파리 시너를 만난다. 그는 그녀에게 선물을 아끼지 않고, 훗날 그녀가 '삶의 학교'를 열 수 있도록 대저택을 사준다. 이곳에서는 오직 아름다움과 단순함만을 가르친다.
아들을 출산한 후 이사도라는 시너와 함께 다시 영국으로 돌아가지만, 조용한 삶에 싫증을 느끼고 피아니스트 아르망과의 관계에 빠져든다. 얼마 지나지 않아 그녀의 두 아이는 운전기사가 몰던 차가 다리에서 센 강으로 추락해 익사하고 만다. 이 비극에 깊은 상처를 입은 이사도라는 시너와 헤어지고 유럽을 떠돌다가, 1921년 소련에서 무용 학교를 열자는 제안을 받는다.
현지의 가난한 상황에도 불구하고 그녀는 농민들과 깊은 교감을 나누며 지내고, 격정적인 시인 세르게이 예세닌과 사랑에 빠진다. 그녀는 그가 미국 비자를 받을 수 있도록 결혼하지만, 예세닌은 기자회견을 엉망으로 만들며 논란을 일으킨다. 이사도라는 보스턴 공연 중 가슴을 드러내는 퍼포먼스로 반(反)볼셰비키 정서를 자극하여 미국 사회의 반감을 사기도 한다. 결국 결혼 생활은 파탄에 이르고, 그녀는 다시 니스로 돌아와 회고록 집필에 몰두한다.
이후 충동적으로 자신의 소지품을 팔아 파리에 새 학교를 열 계획을 세운 이사도라는, 이를 축하하기 위해 근처 카페를 방문한다. 며칠째 눈여겨보던 잘생긴 이탈리아 남성 부가티를 우연히 발견하고, 그의 스포츠카에 함께 올라탄다. 해안 도로를 질주하던 중, 그녀가 두르고 있던 긴 시폰 스카프가 바퀴에 감기면서 목을 졸라 비극적인 사고로 생을 마감한다.

## 출연

### 주연
- 바네사 레드그레이브
- 제임스 폭스

### 조연
- 제이슨 로바즈
- 존 프레이저
- 베시 러브
- 신시아 해리스
- 토니 보걸
- 존 쿠엔틴
- 니콜라스 펜넬
- 로니 길버트
- 크리스찬 뒤바렉스

## 제작진
- 원작자: 이사도라 덩컨
- 미술: 조셀린 허버트
- 의상: 루스 마이어스